# Cantó de Troyes-4
El cantó de Troyes-4 és un cantó francès del departament de l'Aube, situat al districte de Troyes. Té sis municipis i part del de Troyes.

## Municipis
- Barberey-Saint-Sulpice
- La Chapelle-Saint-Luc (part)
- Le Pavillon-Sainte-Julie
- Payns
- Saint-Lyé
- Troyes (part)
- Villeloup

## Història
| Data d'elecció                           | Identitat       | Partit                  | Qualitat |
| ---------------------------------------- | --------------- | ----------------------- | -------- |
| 1973-1988                                | Yves Prédiéri   | PS, després UDF-radical |          |
| 1988-1994                                | René Le Goas    | PS                      |          |
| 1994-                                    | Danièle Boeglin | Divers droite           |          |
| les dades anteriors no són pas conegudes |                 |                         |          |
|                                          |                 |                         |          |

## Demografia
| A partir de 1990: Població sense dobles comptes |